# Пробој групе армија Е кроз Санџак
Развојем оперативне ситуације у Србији немачка Група армија Е била је принуђена на пробој преко Санџака према Сарајеву. Једини расположив пут водио је преко Сјенице и Пријепоља. На исти правац била је оријентисана и главнина снага ЈВуО које су се повлачиле из централне Србије, избегавајући сукоб са непријатељски настројеном совјетском Црвеном армијом. На том подручју биле су присутне слабије снаге НОВЈ (око 4.000 бораца). Стога је Команда Групе армија Е постигла споразум са овом групом ЈВуО о садејству у борби против НОВЈ.
Концентрични напад немачке групе Шојерлен, Српског ударног корпуса и ојачане Четврте групе јуришних корпуса ЈВуО на излазни правац Сјеница — Пријепоље почео је 22. октобра 1944. Борбена група Шојерлен је, користећи ојачања, након оштрих борби успела да овлада Сјеницом 24. октобра, Пријепољем 1. новембра и Вишеградом 11. новембра. Ради развијања у ширину и смањивања маршевске густине, снаге ЈВуО су, након савладавања деонице Сјеница — Пријепоље, усмерене преко Пљеваља у источну Босну.
Овим маршевским путем извукло се у источну Босну око 85.000 Немаца и око 20.000 четника. Умешним коришћењем терена и знатним борбеним ангажовањем, 37. и затим 27. дивизија НОВЈ (током пробоја од Вишеграда до Сарајева) успеле су да задрже ову групацију преко месец дана. Током тог пробоја и марша Немци и њихови сапутници били су изложени фронталним и бочним нападима, као и интензивним савезничким ваздушним дејствима, од чега су претрпели озбиљне губитке у људству и техници.

## Претходне околности
Током јула и августа 1944. Санџак је био жариште најинтензивнијих операција и највеће концентрације намачких трупа и НОВЈ (операција Рибецал, операција Драуфгенгер). НОВЈ је вршила концентрацију за продор у Србију, а немачка Команда Југоистока предузела је низ крупних операција да то спречи.
Како су те операције окончане немачким неуспехом и снаге НОВЈ продрле у Србију, а током септембра дошло до појаве Црвене армије на источној граници, дошло је до нагле деконцентрације снага из Санџака. Кад је почетком септембра 2. пук Бранденбург, који је био осовина окупационих снага, премештен на север, локалне снаге НОВЈ су у кратком року избациле преостале слабије снаге, четнике и муслиманску милицију из свих градова у Санџаку, великог дела источне Босне и Србије, све до Западне Мораве. Врло скромне снаге НОВЈ (37. дивизија, 7. црногорска (омладинска) бригада и неколико територијалних одреда, око 4.000 људи) држале су под својом контролом простор од линије Горажде — Вишеград — Ужице — Пожега на северу, до реке Таре на југу.
Ове снаге ослободиле су Бијело Поље 9. септембра, Мојковац 13. септембра, Беране 15. септембра, Пријепоље 29. септембра, Пљевља 1. октобра, Горажде 7. октобра, Вишеград 9. октобра, Ивањицу и Ариље почетком октобра, Сјеницу 15. октобра.
Међутим, развој ратних операција учинио је у другој половини октобра 1944. ово подручје још једном позорницом одлучујућих збивања. Наиме, Група армија Е из Грчке, будући да јој је пресечен моравски правац, била је принуђена да оријентише свој пробој на правац од Новог Пазара преко Санџака према Сарајеву.
18. 10. 1944
Наша намера је да, довлачењем преосталих снага, оспособимо Милера да у рејону сев. и ист. од Краљева безусловно спречи продор противника из Краљева. Са другим снагама [треба] отворити пут преко Новог Пазара ка Вишеграду. На територији к-та оруж. снага у Македонији ситуација се данас стабилизовала. Ланц ће тамо сутра преузети команду.
Циљ ове наше операције је од сада да се целокупне снаге Југоистока прикупе на територији западне Хрватске, да би се одавде могла повести одбрана југ. ист. границе Рајха и то по могућству офанзивно.
За ово, Група армија »Е« мора за себе да ослободи борбом и држи отвореним следеће правце путева који воде на просторију Мостар — Сарајево:
- Пут А:

Урошевац — Призрен — Кукес — Скадар — Подгорица — Никшић — Требиње — Мостар.
- Пут Б:

Рашка, односно Митровица — Нови Пазар — Сјеница — Пријепоље — Вишеград, односно Пријепоље — Пљевља — Горажде — Рогатица — Сарајево:
- Пут Ц:

Краљево — Чачак — Ужице а одавде, као Ц1, даље води преко Вишеграда — Рогатице за Сарајево. Као Ц2 даље води преко Зворник — Тузла за Добој.

Док ће се за путне правце А и Ц изборити к-де 21. корпуса, односно Корпуса »Милер«, уз распоред сопствених снага по дубини, дотле ће се за отварање путног правца Б употребити Специјални штаб »Шојерлен«. После достизања рејона Вишеград, Специјални штаб »Шојерлен« има за задатак да, у повезаности са снагама К-де 2. окл. арм., изгради нову позадинску базу Групе армија »Е« уз држање отвореним путева који воде према Вишеграду.
Из сличних разлога, снаге ЈВуО концентрисале су се средином октобра у области Западне Мораве, принуђене на исти правац пробоја.
Кључна деоница коју је требало савладати био је пут Сјеница — Пријепоље.

## Заповести за напад
Почетак пробоја планиран је за 22. октобар 1944. Тог дана је генерал Шојерлен покренуо своју борбену групу из Новог Пазара. У дневнику Команде армијске групе постоји забелешка о томе:
21. 10. 1944
Спец. штаб »Шојерлен« добија следећи задатак:
а) рашчишћавање и обезбеђење пута Нови Пазар — Сјеница — Пријепоље — Вишеград. По успостављању везе са снагама које Команда 2. окл. армије упућује из Сарајева, са делом снага што пре очистити и обезбедити и пут Вишеград — Ужице — Краљево, да би се овде помогло растерећењу Милеровог корпуса...
На основу овога је пуковник Драгутин Редић, формално припадник ЈВуО, издао заповест 2. српској ударној дивизији:
На основу накнадно прикупљених података у току вођених борби 21 и 22. октобра између Дуге Пољане и Сјенице и јужно од исте налазе се јаче комунистичке снаге јачине око 1000—1500 људи.2 Ове комунистичке снаге располажу са шест бацача и доста аутоматског оружја.
У циљу извршења добивеног задатка Српски ударни корпус мора да овлада Сјеницом. Овај задатак корпус ће извршити у садејству са немачким јединицама које наступају истим правцем као и Српски Ударни корпус.
Због тога што јединице СУК не располажу са потребним тешким пешадиским и артилериским наоружањем, то ће немачке јединице својим артиљеријским наоружањем, бацачима и артиљеријом, уништавати комунистичке центре отпора на правцу надирања јединица СУК.
Потпуковник Драгослав Рачић издао је директиву и заповест својој групи корпуса:
НАРЕЂУЈЕМ:
1. — Прва јуришна група полази у напад 23. октобра у 7 часова са концентрациске просторије општим правцем друм за Сјеницу...

## Наступање
Претходница Шојерлен успела је да одбаци делове 7. црногорске и 4. санџачке бригаде НОВЈ и њени оклопно-моторизовани делови су 25. октобра пред вече ушли у Сјеницу. Сјеница је постала центар концентрације снага Групе армија Е које су пристизале преко Новог Пазара, и главнине ЈВуО, које су пристизале преко Ивањице. Из тог разлога Сјеница је била честа мета савезничког ваздухопловства и претрпела је тешка бомбардовања, од којих су Немци и четници, али и цивилно становништво, имали знатне губитке.
Пошто су се непријатељске намере јасно исказале, дошло је и до концентрисања снага НОВЈ. Све расположиве снаге обе стране ангажоване су на малом простору од Сјенице до Пријепоља.
Претходница Шојерлен одмах је наставила наступање према Пријепољу 27. октобра рано ујутро. На овај правац штаб Другог корпуса усмерио је 3. пролетерску бригаду, док је 7. црногорска остала на простору између Новог Пазара и Сјенице, са задатком да напада немачке транспорте из заседа и онемогући саобраћај.
Комбиноване немачке снаге успеле су да овладају путем од Сјенице до Пријепољу енергичним нападом и да 29. октобра уђу у Пријепоље, успевши да створе и мањи мостобран на левој обали Лима. Међутим, током ноћи 3. санџачка бригада одбацила их је контранападом, и борбе за град су се наставиле. У међувремену је 5. санџачка бригада извела енергичан напад са правца севера, од Бистрице, на пут Сјеница-Пријепоље. У оштрим борбама обе стране имале су знатне губитке. Међу погинулима био је и Живко Џувер, политички комесар 5. санџачке бригаде, народини херој.
За претходницом Шојерлен наступали су 22. и 91. корпус. Приликом ступања на тле Србије, обавештајно одељење 91. корпуса издало је упутство у којем упозорава трупе на четнике Драже Михаиловића:
Пуковник Дража Михајловић у Србији игра улогу као генерал Зервас у Грчкој. Он је англофил, али потпуно антикомунистички настројен. На основи његовог антикомунизма сарадња у борби против комунистичких Титових банди веома добра.  
Немци су успели да обнове мостобран на левој обали Лима током ноћи 30. октобра/1. новембра. Упркос губицима и борбама дуж целог пута од Новог Пазара, њима су стално пристизала јака појачања. Штаб 2. корпуса НОВЈ је ускоро рокирао 7. црногорску према југу, погрешно проценивши да Немци припремају напад у правцу Берана. Тако је према Пријепољу као чворној тачки немачког напада остала оријентисана само 37. дивизија. Снажан отпор забележен је и у ратном дневнику команде Групе армија Е:
31. 10. 1944. Операт. одељење (Кос. Митровица)
Јаче непр. јединице, добро наоружане, на изграђеним положајима зап. од Пријепоља и на висовима с обе стране долине Лима. Према веродостојним извештајима четника, у рејону Нове Вароши налазе се најмање 2 бригаде 37. дивизије, појачане деловима који су отишли из Пријепоља, са непрекидним притицањем из сев. дела Прибоја и теснаца пута у Бијелом Брду.
У рејону Сјенице прикупљање око 14.000 четника, који ће кренути преко Пљеваља и Сарајева према западу.
Немци су се уз помоћ пристижућих ешелона 22. корпуса током 2. новембра учврстили у околини Пријепоља и створили основицу за даље наступање. Главни правац напредовања био је низ Лим према Прибоју и Вишеграду, а споредни од Пријепоља према Пљевљима. На правцу према Вишеграду у одбрани по дубини распоређене су 4. и 5. санџачка бригада, а на пљеваљском правцу Трећа. Немачки извештај од 3. новембра помиње напредовање и употребу четника:
Местимично упоран непријатељски отпор при настављању наше операције чишћења северно од Пријепоља. На мостобрану на западној обали Лима, 1.000 четника употребљено у борби против комуниста.  
Претходница Шојерлен досегла је Вишеград након исцрпљујућих и крвавих борби 11. новембра. Међутим, наишла је на знатне проблеме и у свом даљем наступању према Сарајеву. У овом периоду комуникацију Вишеград-Сарајево држала је 27. дивизија НОВЈ, док је 37. остала у захвату Пријепоља вршећи снажан притисак на комуникације у овој чворној тачки.
У том тренутку се Група армија Е нашла у неугодном положају. Њених 85.000 људи који су представљали средишњи ешелон, а поред њих и око 20.000 главнине ЈВуО, нашло се на малом простору на маршу између долине Ибра и Вишеграда, изложено интензивним нападима из ваздуха, притиску 13. корпуса НОВЈ и Бугара са истока и ефикасном отпору на западу.
5. 11. 1944.
Група армија »Е« наставиће повлачење према северу и северозападу са највећим могућим убрзањем, уз јако обезбеђивање свог источног и сев. бока, старајући се о безусловном осигурању планског одвијања кретања, да би се по преласку Дрине и успостављању наслона на снаге К-де 2. оклопне армије у Херцеговини и у доњем току Саве, могла груписати за извршење нових задатака. За повлачење стоје на располагању путеви:
- плави: Битољ — Елбасан — Скадар — Подгорица — Требиње — Мостар,
- љубичасти: Штимље — Призрен — Кукес — Скадар,
- црвени: Призрен — Пећ — Андријевица — Беране — Пљевља — Увац,
- зелени: Митровица — Нови Пазар — Пријепоље — Прибој — Вишеград,
- смеђи: Урошевац — Рашка — Краљево,
- црни: Краљево — Чачак — Ужице — Вишеград — Рогатица — Сарајево.

Стога је формирана јача оклопно-моторизована колона која је 8. новембра продрла у Пљевљa, отворивши тако алтернативни правац, који снаге ЈВуО и СУК нису биле у стању да га отворе самостално. На овај правац одмах су усмерене све снаге ЈВуО. Тиме их је немачка команда искористила као леву побочницу, раширила захват наступања смањивши концентрацију непријатељског притиска, и уједно растеретила претрпане маршевске комуникације изложене застојима и нападима из ваздуха.
Немци су Пљевљa препустили четницима, усмеривши их према Чајничу и Горажду. Међутим, већ наредног дана, 18/19. новембра 3. санџачка бригада је енергичним налетом разбила четнике и ослободила Пљевља. Том приликом погинуо је командант Моравичког корпуса ЈВуО Гордић. Главнина ЈВуО прешла је преко Бољанића у источну Босну.

## Исход и накнадни повезани догађаји
Након коначног ослобођења Пљеваља, и 3. санџачка бригада усмерила је притисак на комуникацију Пријепоље — Прибој и околне заштитнице. Овим путем прошла је током три недеље у густом маршевском поретку главнина немачког 22. и 91. корпуса, што је представљало прилику за постављање успешних заседа и наношење тешких губитака.
Нови Пазар ослобођен је 30. новембра кад су у град са истока ушле 22. српска и 9. бугарска дивизија, потискујући немачке заштитнице. Пријепоље ће међутим бити поприште још једне драматичне епизоде — пробоја немачког 21. корпуса из окружења, тако да је Пријепоље коначно ослобођено тек 10. јануара 1945.
Тактички, ова операција може се сматрати победом осовинских снага. Међутим, немачке и четничке снаге претрпеле су приликом пробоја знатне губитке. Вероватно најважнији тактички резултат представља тронедељно задржавање ове јаке борбене групације у периоду кризе немачке одбране северно од Саве и Драве и онемогућавање њеног утицаја (више информација у чланцима Офанзива Трећег украјинског фронта у јужној Мађарској и Сремски фронт).